# روبرت أوغدن دوريمس
روبرت أوغدن دوريمس (بالإنجليزية: Robert Ogden Doremus)‏ هو عالم أمراض وكيميائي أمريكي، ولد في 11 يناير 1824 في نيويورك في الولايات المتحدة، وتوفي بنفس المكان في 22 مارس 1906.